# Phytodietus ornatus
Phytodietus ornatus là một loài tò vò trong họ Ichneumonidae.